# 勞斯 (加利福尼亞州斯坦尼斯洛斯縣)
勞斯（英語：Rouse）是位於美國加利福尼亞州斯坦尼斯洛斯縣的一個人口普查指定地區。

## 地理
勞斯的座標為37°37′10″N 121°00′26″W / 37.61944°N 121.00722°W，而該地最高點為海拔高度27米（即89英尺）。

## 人口
根據2010年美國人口普查的數據，勞斯的面積為0.617平方千米，均為陸地。當地共有人口2005人，而人口密度為每平方千米3,249人。